# 咻比嘟嘩
咻比嘟嘩（英語：SBDW），台灣男子合唱創作團體，1997年出道，成員為吳宗憲、劉畊宏、倪子鈞（小馬）、鐘昀呈（小鐘）、陳熙。團體共發行過四張唱片，當中由周杰倫創作的經典單曲《世界末日》為其代表作之一，後於2001年解散。2016年起，咻比嘟嘩重新合體。

## 演藝生涯
咻比嘟嘩於1997年出道，最初成員為吳宗憲、倪子鈞、鐘昀呈、劉畊宏（原定李聖傑）。2000年，身為咻比嘟嘩老闆的吳宗憲退居幕後，擔任音樂製作人。咻比嘟嘩共發行四張專輯，當中由周杰倫創作的經典R&B歌曲《世界末日》大受歡迎。2001年，咻比嘟嘩解散。
2016年10月8日，第51屆金鐘獎電視金鐘獎頒獎典禮，咻比嘟嘩意外驚喜合體，現場演出廣受好評。2018年7月28日和29日，吳宗憲首度登上臺北小巨蛋舉辦睽違多年的個人演唱會《2018 吳宗憲Jacky Wu 台北小巨蛋演唱會》，咻比嘟嘩再度正式登台合體演出，演唱多首團體經典歌曲。同年8月25日，咻比嘟嘩和「憲憲家族」赴馬來西亞雲頂雲星劇場，舉行《憲在攻頂 開麥啦！》演唱會。此外，重新合體的咻比嘟嘩亦參演三立電視外景實境遊戲節目《綜藝玩很大》於同年9月播出、赴瑞士拍攝的四週年特別企劃。2019年5月18、19日，咻比嘟嘩在吳宗憲於高雄巨蛋連續二天舉辦的個人演唱會《2019 吳宗憲Jacky Wu 高雄巨蛋演唱會》登台演出，並首度正式發表演唱單曲《第一樂章》。

## 成員資料
| 吳宗憲 | Jacky Wu    | 1962年9月26日     | 臺灣臺南市中西區                      | 中華民國 | 2000年升格為製作人       |
| 劉畊宏 | Will Liu    | 1972年10月7日     | 臺灣高雄市                            | 中華民國 |                          |
| 倪子鈞 | Morrison Ni | 1973年8月20日     | 臺灣                                  | 中華民國 | 又名「小馬」             |
| 鐘昀呈 | Jason Chung | 1971年12月16日    | 臺灣桃園縣楊梅鎮 · （今桃園市楊梅區） | 中華民國 | 又名「小鐘」             |
| 陳熙   | Josh Chen   | 1971年（53—54歲） | 臺灣                                  | 中華民國 | 又名「陳錚」，2000年加入 |

## 音樂作品

### 專輯
| 專輯 # | 發行日期       | 專輯名稱         | 曲目 |
| ------ | -------------- | ---------------- | --- |
| 1st    | 1997年12月14日 | 《SBDW咻比嘟嘩》 | 曲目 1. 嗚漆嗎黑 2. 空杯子 3. Love Song 4. 愛不只是愛 5. 愛情休止符 6. 錢歹賺 7. 黑夜白天 8. 從來不曾有過 9. 我就是那麼愛你 10. 一分鐘                              |
| 2nd    | 1998年12月18日 | 《世界末日》     | 曲目 1. 起點 2. 世界末日 3. 白日夢 4. 哈啦 5. 等人 6. 野孩子 7. 忘記你 8. 捕瘋捉癮 9. 你走 10. 熱咖啡                                                               |
| 3rd    | 2000年4月15日  | 《Wanna FLY》    | 曲目 1. 我承認 2. 不是不想 3. 愛給的那麼多 4. 都是我對不起你 5. 九十九種浪漫 6. She's A Wild Thing 7. 我就是這樣 8. Wanna Fly 9. La Musica 10. 管他那麼多           |
| 4th    | 2001年3月28日  | 《完全佔有》     | 曲目 1. 完全佔有 2. 起點 3. 嗚漆嗎黑 4. 白日夢 5. 空杯子 6. 野孩子 7. La Musica 8. 世界末日 9. 錢歹賺 10. 哈啦 11. Wanna Fly 12. 黑夜白天 13. 管他那麼多 14. 忘記你 |

### 單曲
- 《第一樂章》（2019年5月發行）[14]。
- 《同一個氣息》（2020年3月發行，新冠肺炎疫情公益合作單曲）[15]

## 獎項紀錄
| 年份   | 頒獎典禮     | 獎項           | 提名          | 結果 |
| ------ | ------------ | -------------- | ------------- | ---- |
| 2001年 | 第12屆金曲獎 | 最佳重唱組合獎 | 《Wanna FLY》 | 提名 |

## 外部連結
- YouTube上的咻比嘟嘩頻道